# Sanctanus limicolus
Sanctanus limicolus är en insektsart som beskrevs av Henry Fairfield Osborn 1922. Sanctanus limicolus ingår i släktet Sanctanus och familjen dvärgstritar. Inga underarter finns listade i Catalogue of Life.